# Planetesimaal
In de kosmogonie zijn planetesimalen objecten waarvan men denkt dat ze voorkomen in stellaire nevels. Men vermoedt dat zij het begin zijn van de samenklitting (door botsing en zwaartekracht) van deeltjes die in de accretieschijf van de stellaire nevel ronddraaien. Planetesimalen bevinden zich in een  protoplanetaire schijf waarin op hun beurt protoplaneten en uiteindelijk planeten worden gevormd. Protoplaneten worden volwaardige planeten doordat ze steeds meer materie aantrekken door hun zwaartekracht. Planeten verder van de zon trekken gas aan omdat de zwaartekracht van de zon niet toereikend is om die materie aan te trekken. Sommigen gebruiken de term planetesimaal om objecten als planetoïden en kometen in het algemeen aan te duiden; anderen zoals Neil F. Comins gebruiken de term voor alle objecten met een diameter van ongeveer 10 km.

## Het zonnestelsel
Het is algemeen aanvaard dat ongeveer 3,8 miljard jaar geleden de meeste planetesimalen binnen het zonnestelsel ofwel hun banen hadden verlaten ofwel waren samengeklit tot grotere objecten. De meeste planetesimalen die nu over zijn, zitten in de planetoïdengordel.